# Jerzy Lapetis
Jerzy Lapetis także Jerzy z Lapetos lub Lapithes (gr.: Γεῶργιος Λαπεθις, Geōrgios Lapethis) – bizantyński poeta i uczony, żyjący w XIV wieku, autor Wierszy improwizowanych na temat całej nauki.
Jerzy Lapetis żył w pierwszej połowie XIV wieku. Pochodził z Cypru i tam tworzył. Otrzymał staranne wykształcenie (władał między innymi językami arabskim i łacińskim). Brał udział w dysputach teologicznych na dworze króla Cypru Hugona z Lusignan. Utrzymywał kontakty listowne z historykiem Niceforem Gregorasem oraz teologiem Grzegorz Akyndynem i Barlaamem z Kalabrii, a także z ich przeciwnikiem ideowym, Agatangelem. Początkowo był przeciwnikiem, a następnie gorliwym zwolennikiem nauki Grzegorza Palamasa. Dzięki posiadanemu majątkowi przeznaczył spore środki na wykup jeńców chrześcijańskich znajdujących się w niewoli tureckiej. Wiadomości biograficzne o jego życiu znajdują się w pismach Agatangela.
Lapetis jest autorem obszernego poematu zatytułowanego Wiersze improwizowane na temat całej nauki (Stíchoj autoschédioj ejs kojnén akoén). Utwór składa się z 1491 wersów i został napisany wierszem politycznym. Zawiera kompendium popularnej wiedzy filozoficznej, moralnej i praktycznej, przydatnej w życiu społecznym i w rodzinie. Lapetis napisał także, zachowane jedynie we fragmentach, dzieło skierowane przeciw hezychazmowi Diairesis ton tes eusebeias pisteos kefalaion. Był także autorem traktatów matematycznych i astronomicznych.